# زبان‌شناسی عملی: بررسی گویش قاین
زبان‌شناسی عملی، بررسی گویش قاین کتابی از رضا زمردیان است که در سال ۱۳۶۸ منتشر و در مراسم کتاب سال جمهوری اسلامی ایران به‌عنوان کتاب برگزیده معرفی شد.